# Keith-Gletscher
Der Keith-Gletscher ist ein 7,5 km langer und 5 km breiter Gletscher an der Graham-Küste des Grahamlands auf der Antarktischen Halbinsel. Auf der Strescher-Halbinsel fließt er vom Widmark-Piedmont-Gletscher in südwestlicher Richtung zur Darbel Bay.
Das UK Antarctic Place-Names Committee benannte ihn 2016. Namensgeber ist der britische Künstler, Illustrator und Naturschützer Keith Shackleton (1923–2015), ein Pionier des Antarktistourismus ab 1969.